# Perfil do solo

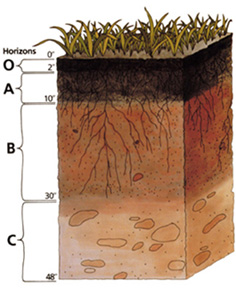
Perfil pedológico típico mostrando os diferentes horizontes de um solo.

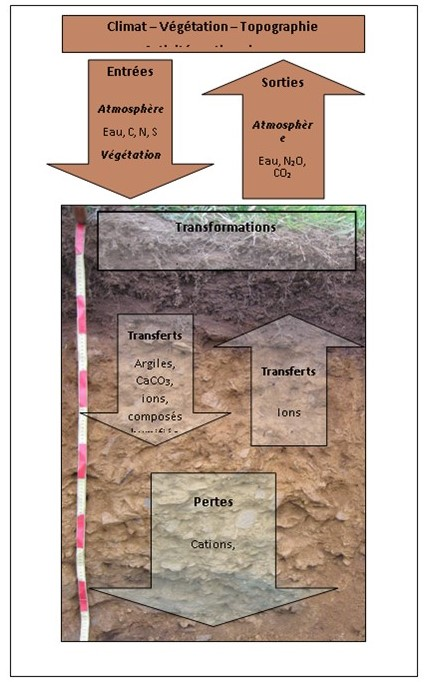
Ilustração simplificada dos processos dominantes da pedogénese.

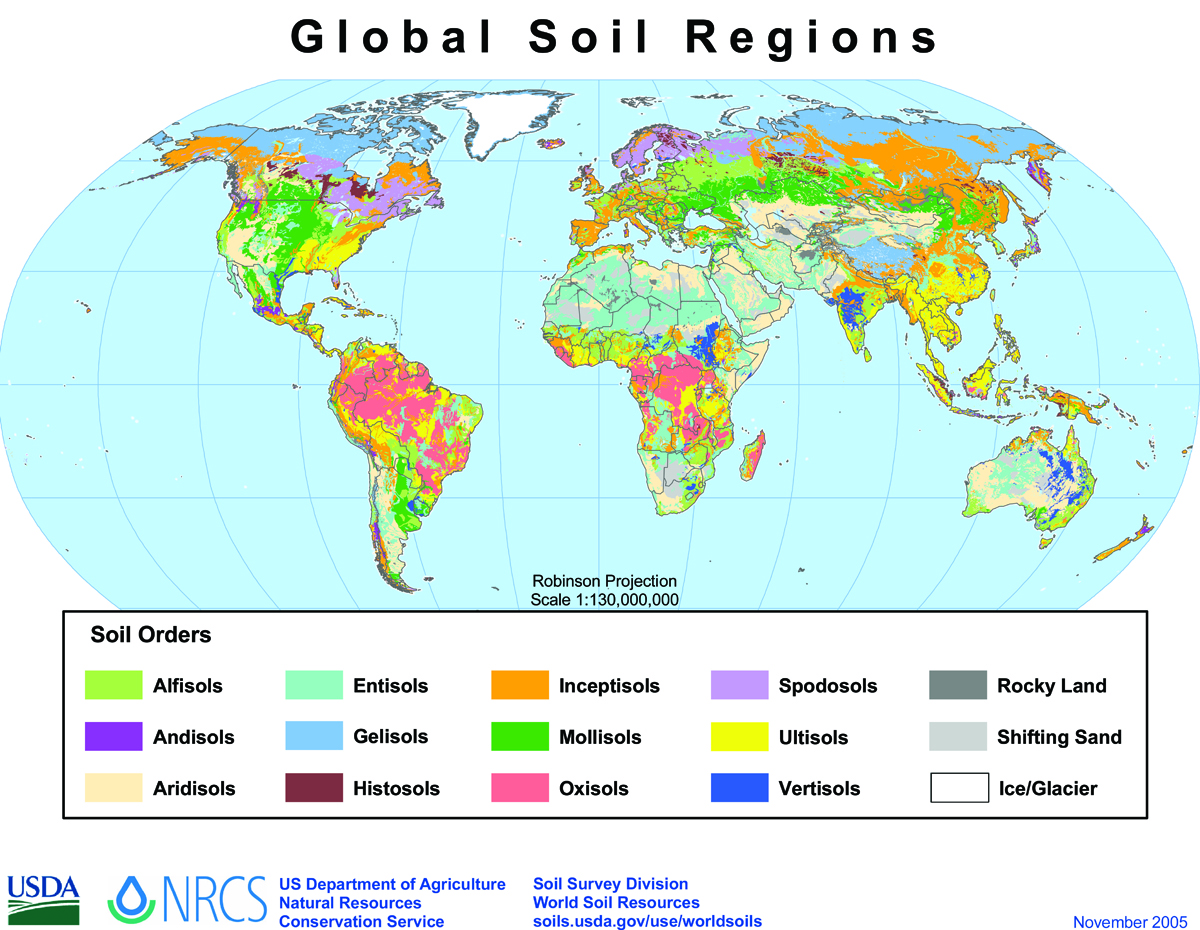
Carta mundial dos solos da FAO-UNESCO (versão revista de 1989).

Cada horizonte é caracterizado por processos pedogénicos dominantes: humificação e mineralização nos horizontes O e A (formando o húmus caracterizado por uma cor escura que reflete a sua riqueza em carbono orgânico), acumulação e neoformação no horizonte B (formando o subsolo), alteração no horizonte C (formando a rocha mãe alterada).

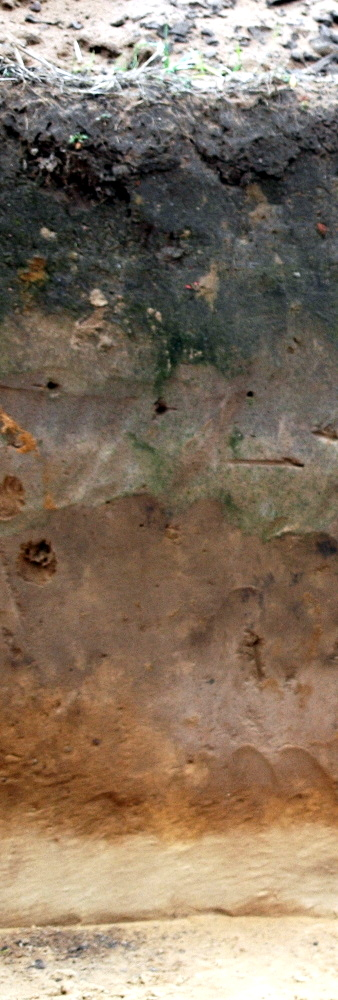
Perfil de um podzol.

Perfil do solo, ou perfil pedológico, é a designação dada nas ciências do solo ao resultado de um corte ortogonal (perpendicular) à superfície terrestre feito através de um solo, a partir do qual pode ser determinada a sua estrutura e classificação. A seção obtida com o perfil mostra a sequência característica de horizontes do solo, sendo cada horizonte uma camada reconhecível e distinta (pela cor, matriz e outras características físico-químicas e biológicas específicas) e o resultado de processos pedogenéticos distintos. O perfil do solo permite a determinação do tipo e de outros parâmetros de caracterização e de classificação dos solos. Contudo, as diferentes camadas constituintes do perfil do solo nem sempre estão perfeitamente distintas e bem definidas. A expressão «perfil do solo» também é usada nas ciências agrárias para designar o perfil de cultura, conceito que respeita apenas aos solos agrícolas.

## Descrição
A secção vertical de um solo mostra a presença de camadas horizontais mais ou menos distintas. A secção do solo denomina-se perfil, e as camadas individualizadas são denominadas horizontes. As características do perfil são a base da classificação e estudo dos solos.
O estudo do perfil do solo fornece importantes informações sobre as características do solo, sobre o seu material parental, a rocha mãe e sobre os processos de pedogénese que ditaram a sua formação. A partir do perfil é possível obter inferências sobre o clima dominante, e as resultantes condições ambientais, e sobre a ecologia do local no período de formação do solo.
Os horizontes do solo são volumes sobrepostos entre os quais se podem definir limites mais ou menos claros e mais ou menos sinuosos que são de facto superfícies curvas tridimensionais. Ao longo do processo de pedogénese, a formação e evolução dos horizontes sob a influência de factores ambientais levam à diferenciação de camadas de diferentes naturezas mais ou menos paralelas à superfície do solo (tanto mais distintas quanto o solo evolui).
O perfil geralmente começa no topo com um horizonte húmico (geralmente designado por horizonte O), rico em húmus. Estas camadas superiores, ou horizontes superiores, do perfil do solo são geralmente de cor mais escura que as camadas inferiores, dada a sua maior riqueza em matéria orgânica resultante do apodrecimento das raízes e outros resíduos orgânicos que são incorporados nas camadas superiores do solo. Estas camadas constituem o epipedon, a porção do solo mais sujeita aos efeitos da meteorização e do transporte (eluviação) pelas águas de escorrimento superficial e de infiltração, que retiram das camadas superiores alguns dos produtos da alteração dos materiais do solo.
Abaixo desta camada rica em matéria orgânica, geralmente segue-se uma região em que predomina a componente mineral da matriz do solo, embora a presença de substâncias húmicas e do biota do solo continue signficativa. Esta região, que com a camada superficial forma o solo superficial (ou solum), é normalmente dividida em dois horizontes, o horizonte A, que por sua vez é seguido por um horizonte B, transformado por meteorização ou processos de deslocamento. Para baixo, o perfil do solo geralmente funde-se difusamente na rocha mãe não alterada pela meteorização.
estas camadas inferiores contêm, comparativamente, menos matéria orgânica do que as que se encontram próximas da superfície. São, contudo, caracterizadas pela acumulação por iluviação de várias substâncias minerais e mineraloides, tais como argilas e óxidos de ferro e alumínio, sulfato de cálcio e carbonato de cálcio.
Nos solos fora das regiões tropicais, a intensidade da meteorização é relativamente baixa, razão pela qual os perfis do solo atingem apenas profundidades de no máximo 1-2 m (nas regiões temperadas as profundidades são em média de 1,3 m). Até estas profundidades, os perfis do solo refletem as mudanças físico-químicas e bióticas mais importantes que afectaram a formação do solo, como o rearranjo de materiais, a formação de estruturas e a intensidade da meteorização.
Nos trópicos, onde os processos de meteorização e, portanto, de formação do solo, ocorrem de forma muito mais intensa e profunda, os perfis do solo podem ser desenvolvidos até várias dezenas de metros de profundidade.
A produção de perfis de solo, também conhecida como preparações de transferência de sedimentos, é frequentemente encomendada por museus e instituições  dedicadas ao estudo das ciências do solo e das ciências do ambiente, mas também por geólogos trabalhando no setor privado. O trabalho geralmente faz parte das funções dos preparadores geocientíficos. Os perfis de solo oferecem aos visitantes e estudantes a oportunidade de conhecer os diversos tipos de sedimentação e mudanças nas camadas superiores da Terra

### História
A descoberta do perfil dos solos e o significado da existência de horizontes com propriedades relativamente homogéneas em grandes grupos de solos está na origem da pedologia como ciência.
A pedologia tornou-se um importante objeto de estudo no século XIX. O nascimento desta disciplina como ciência data de 1883 com a publicação do ensaio Chernozem da Rússia. Ensaio de divulgação (Русский чернозём. Популярный очерк) do geógrafo russo Vasily Dokuchaev, considerado por isso o pai da pedologia.
Contudo, foi com os agrogeólogos alemães, como Friedrich Albert Fallou (1862), Joseph Roman Lorenz (1868) e Albert Orth (1873, 1875), que a pedologia como ciência se estabeleceu na segunda metade do século XIX. Foi também com estes agrogeólogos que se estabeleceu a nomenclatura que designa os horizontes pelas letras maiúsculas ABC, característica dos solos húmidos com três horizontes das regiões temperadas (podzol, alfisol, ultisol e similares).
Essa nomenclatura foi retomada em 1879 por Vasily Dokuchaev e seus alunos, mas apenas para fins descritivos, pois os horizontes não eram percebidos na época como resultado dos processos pedogenéticos. Antes do termo «perfil do solo» ter sido cunhado pela mão do professor Konstantin Glinka, figura cimeira da ciência agronómica russa, os geólogos e agrónomos utilizavam os termos «formação», «camada» e «substratum».
A nomenclatura ABC foi utilizada para desenvolver um sistema internacional levando em conta mais horizontes. Ao estudar os solos de todas as regiões do mundo, pedólogos de todo o mundo foram levados a definir vários subtipos de horizontes, com base em prefixos e sufixos adicionados a letras maiúsculas para uso em classificações morfogenéticas (tendo em conta a morfologia que analisa o perfil e a pedogénese que explica a formação desse perfil). Apesar de existirem tantas classificações quanto países, as classificações da escola americana, europeia e russa são, no entanto, baseadas nesse sistema internacional.

### Génese pedogenética dos horizontes
O transporte de matéria orgânica e mineral do solo, na forma de partículas em suspensão ou de substâncias dissolvidas, ocorre sob a ação da circulação vertical da água (percolação para baixo, evapotranspiração para cima) ou lateral (sob o efeito dos declives do terreno). O excesso de circulação resulta em lixiviação (depleção do horizonte A, enriquecimento do horizonte B), portanto, uma diminuição da fertilidade, especialmente se os coloides da solução do solo não forem imobilizados nos agregados do solo. Os agregados do solo assumem nesta matéria um papel central, sendo compostos por partículas minerais e mineraloides (argilas, siltes e areias) que formam estruturas cuja coesão interna é assegurada pela cimentação resultante da presença de argilas e óxidos (de ferro, de alumínio e manganês) e da acção ligante do complexo argilo-húmico do solo.
Em alguns horizontes, o insuficiente ecoamente das águas leva ao encharcamento, com a saturação dos poros do solo no horizonte e à sua hidromorfia após alguns dias, por estagnação da água. O encharcamento também leva a uma perda de fertilidade por formação de um meio redutor e anóxico.
São essas migrações de matéria (com a água como vetor) dentro do solo que resultam na formação de vários horizontes nos solos evoluídos, processo que leva milhões de anos para ferralsols, dezenas de milhares de anos para vertisols, milhares de anos e às vezes muito menos para podzols e calcisols
De forma mais geral, a organização zonal das paisagens da Terra é o reflexo, em linhas gerais, da zonação climática do globo terrestre. O clima, através do regime de precipitação e temperatura atmosférica, influencia diretamente o tipo e a densidade da cobertura vegetal (de acordo com este coberto vegetal, distinguem-se os solos florestais que impedem a erosão dos horizontes do solo, e os solos não florestais), que condicionam em associação com os parâmetros climáticos (nomeadamente a temperatura que actua na decomposição da manta morta e na meteorização das rochas).
Em climas temperados a meteorização é lenta e moderada, com hidrólise apenas parcial dos materiais geológicos devido a temperaturas médias e precipitação média. Os silicatos ferromagnesianos (biotite, micas, piroxenas, anfíbolas) dão origem a argilas do tipo da ilite ou clorite ou, por substituição, argilas transformadas do tipo vermiculite ou montmorilonite. Em climas tropicais húmidos, a alteração dos minerais da rocha mãe é completa, com hidrólise total devido a altas temperaturas e chuvas intensas. A exceção é o quartzo, resistente à meteorização, que dá origem a argilas neoformados do tipo da caulinite, com cristalização de parte da alumina na forma de gibbsite e de um elemento solúvel como o ferro sob a forma de óxidos de ferro que se combinam com as argilas para formar agregados vermelhos, impedindo a lessivagem. As modalidades da pedogénese e morfogénese são determinantes na formação dos solos, já que a natureza da rocha mãe apenas intervém em maior escala para diferenciar as fácies de uma mesma entidade.
A ditribuição dos tipos de solo, com os seus horizontes característicos, na superfície da Terra apresenta o seguinte zoneamento: por um lado, os solos azonais (também designados por solos termais ou peripolares), com uma gradação que vai do frio ao quente, os Gelisols (ou solos polares), os solos podzólicos, os solos castanhos, os solos vermelhos e os solos ferralíticos. Por outro lado, dependendo das condições locais de drenagem e topografia, solos zonais (também designados por solos hídricos ou peridesérticos), ou solos intrazonais, que incluem os solos pretos, os solos castanhos e os Arenosol (solo do deserto).

## Horizontes

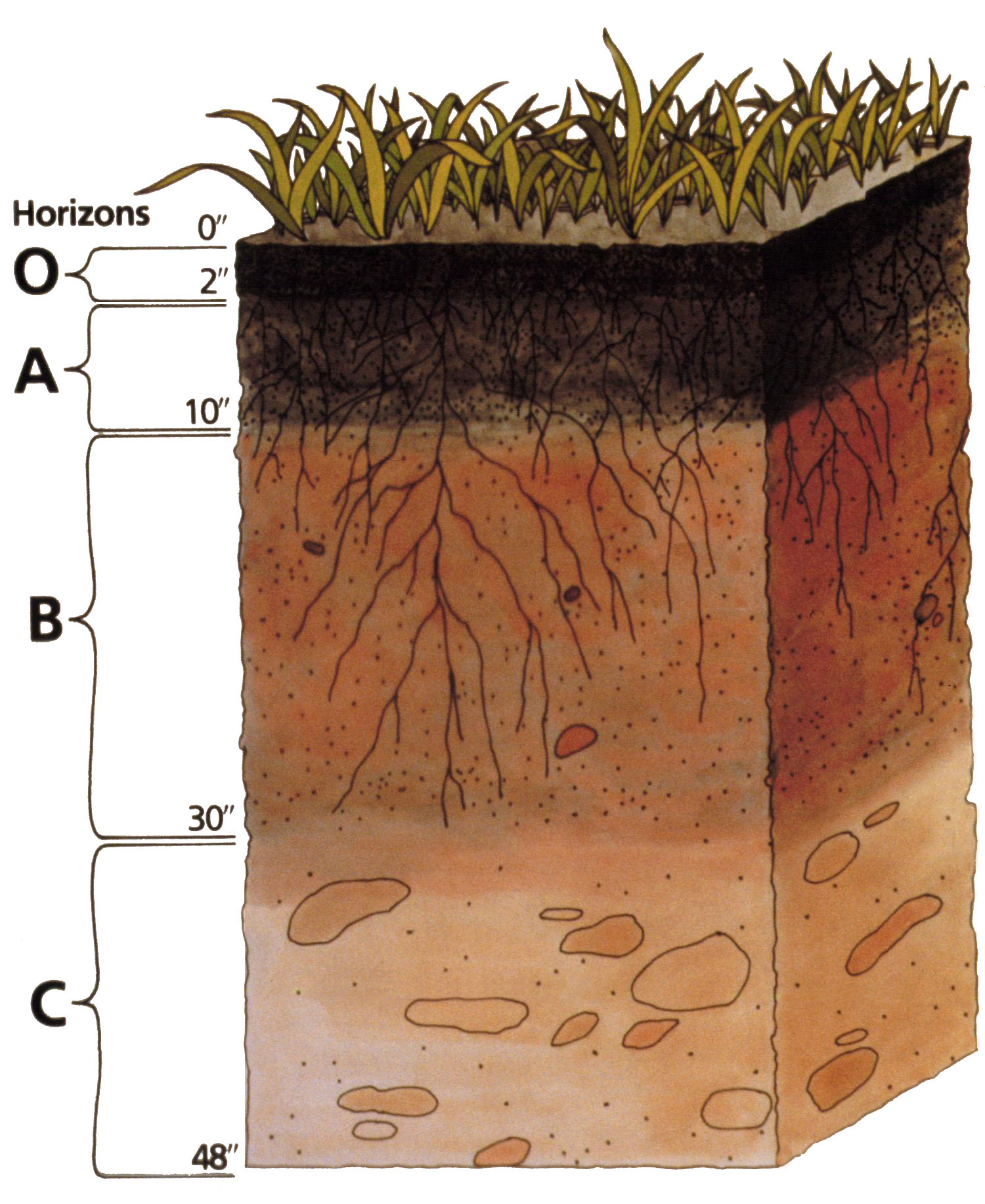
Perfil do solo. Unidade são polegadas.

Numa primeira abordagem simplificada, os horizontes do solo podem ser divididos em grandes grupos («horizontes mestres» ou «horizontes principais»), designados por letras maiúsculas, seguindo a tradição dos pioneiros da pedologia (O para o horizonte orgânico superficial, e depois a sequência A, B, C e R para a rocha mãe inalterada). Esta divisão de uma cobertura pedológica num número limitado de horizontes, mesmo que seja baseada numa observação in situ dos horizontes reais, permanece arbitrária, sendo os horizontes de diagnóstico uma subdivisão teórica, e por isso uma subdivisão relativamente subjetiva de um objeto real.

### Horizontes O (H e P)
O horizonte O («O» de orgânico), também designado por camada humífera ou horizonte orgânico, corresponde à camda superficial do solo na qual se acumula os restos de plantas, formando uma camada de detritos mais ou menos degradados pela decomposição, mas que permanecem reconhecíveis. As características deste horizonte variam de acordo com a composição e a espessura da camada de manta morta e da acumulação de resíduos de origem biológica. Por sua vez, aquela acumulação depende do coberto vegetal, da intensidade da actividade biológica (ação dos detritívoros, saprófagos, coprófagos e necrófagos na degradação, decomposição e na humificação), do clima (especialmente da temperatura do ar e da disponibilidade de água) e da presença de inibidores (como os metais pesados, as substâncias que alterem o pH do solo e os agrotóxicos).
Em diversas classificações este horizonte é subdividido, criando-se uma «horizonte H» (ou mais propriamente «camada H») à superfície do solo onde é incorporada a manta morta e os resíduos orgânicos não decompostos que formem uma camada desprovida de componente mineral. Esta «camada H» é designada por «horizonte P» no caso de corresponder a uma turfeira ou acumulação similar de restos de musgos pouco humificados.
Para acomodar a grande variabiliade de situações encontradas nos horizontes humíferos, em função das caraterísticas da matéria orgânica presente e dos processos de humificação em curso, os diversos sistemas de classificação dos solos adoptaram sufixos que permitem distinguir os diversos tipos de horizonte O.

### Horizontes A (E)
O horizonte A (também designado por horizonte organomineral, terra arável ou solo superficial) é por definição um horizonte que embora contendo matéria orgânica transformada (detritos que devido à decomposição e à humificação já não são reconhecíveis) tem uma matriz essencialmente mineral. Em geral este horizonte resulta de uma mistura mecânica da matéria orgânica com os componentes minerais do solo por ação dos organismos que vivem no solo (vermes, insectos e outros elementos do édafon) ou resulta de processos de mobilização da superfície do solo pela erosão e sedimentação ou da intervenção do arado no caso de solos cultivados. Em alguns raros casos, estes horizontes resultam principalmente da penetração de matéria orgânica no solo na forma de constituintes solúveis arrastados pelas águas de infiltração. Neste horizonte ocorre o término do processo de mineralização da matéria orgânica, daí a presença predominante de elementos minerais que se misturam com a matéria orgânica humificada.
A lessivagem dos elementos mais solúveis, especialmente dos aniões e catiões em solução ou incorporados na fracção coloidal, como os iões Na+, K+, Mg2+, Fe2+ (que se liga à sílica e principalmente à matéria orgânica solúvel) e Si4+, leva à sua migração lateral ou à migração em direção ao horizonte subjacente. Esta eluviação é particularmente intensa quando estes materiais não estão ligados ao complexo argilo-húmico ou quando o húmus não é suficientemente espesso (especialmente quando ocorra humificação e mineralização lenta). Desta migração pode resultar, quando o material parental seja uma rocha ácida (>65% SiO2), a descoloração do horizonte quando muita matéria orgânica (ácido húmico, ácido fúlvico) seja arrastada. Este complexo também pode sofrer dessaturação progressiva de catiões, como Ca2+, e a sua substituição por iões hidrónio (H+), resultando numa descalcificação lenta do solo e na progressiva acidificação do horizonte.
Quando a eluviação (arraste de materiais para outros horizontes) seja particularmente intensa dá origem a um horizonte com características específicas, designado por «horizonte E» (E pour eluvial), marcado pela forte perda de argilas ou ferro.

### Horizonte B (S)
O horizonte B, também denominado horizonte mineral, horizonte iluvial (devido à Iluviação) ou, vulgarmente, subsolo, corresponde a uma camada de acumulação de vários constituintes do solo, que conforme os casos pode incluir argilas, minerais de ferro, matéria orgânica, carbonato de cálcio, e outros composto mobilizáveis pelas águas da infiltração. Contudo, com frequência, trata-se de um enriquecimento mais aparente do que real que resulta em parte da transformação in situ de minerais primários da rocha subjacente e ainda presentes neste horizonte B (por neoformação de argilas, libertação e oxidação do ferro e mecanismos similares). Este aparente enriquecimento parece, por outro lado, resultar do contraste com o horizonte superior (horizonte A), particularmente quando haja um horizonte E sobrejacente realmente empobrecido por eluviação. Em alguns raros casos, o enriquecimento resulta das contribuições do topo do perfil ou por migração lateral (por exemplo de carbonato de cálcio). Globalmente, os horizontes do tipo B distinguem-se pela sua cor, pela sua estrutura, pela natureza dos seus constituintes e pela sua granulometria.
Quando exista uma camada com relevantes diferenças em relação ao material sobrejacente, em alguns sistemas de classificação dos solos há lugar à individualização de um «horizonte S», com características que se situam próximo dos horizontes mais minerais. O horizonte S é na realidade um horizonte B pouco evoluído no qual se observam alterações de cor e o aparecimento de uma estrutura verdadeiramente pedológica, embora incipiente, substituindo a estrutura original da rocha mãe. Apesar disso, não há enriquecimento líquido em argilas ou outros materiais de alteração por acção pedogenética.

### Horizonte C (D)
O horizonte C, muito próximo do material parental do solo, um horizonte de transformação da rocha geradora do solo, a rocha mãe ou rocha matriz, em que a alteração é incipiente e limitada. Em consequência dessa incipiência, muitas das características da rocha original (camadas, xistosidade, minerais) são ainda visíveis.
A formação deste horizonta resulta essencialmente da meteorização mecânica (crioclastia, termoclastia, haloclastia e hidroclastia, entre outros processos) e química (processos envolvendo essencialmente a água: hidratação-desidratação, hidrólise, oxidação-redução, carbonatação pela ação do dióxido de carbono, dissolução cárstica, entre outros processos). Contudo, ainda que limitada, a influência dos processos biológicos também se faz sentir (biometeorização), num processo que é controlado por organismos vivos (flora, com destaque para os efeitos das raízes profundas, e fauna, com destaque para os animais escavadores). Outra componente do processo de biometeorização resulta da actividade de fungos e de outros microorganismos cujo base trófica assenta na oxidação de materiais resultantes da meteorização da rocha mãe ou do material parental. Neste horizonte a evolução mineralógica já se manifesta, assim como as perdas de matéria na forma de iões solúveis.
Em alguns sistemas de classificação é por vezes considerado um «horizonte D» constituído por qualquer material de solo abaixo do solum que é diferenciado no seu caráter geral em relação ao horizonte C, pode ser reconhecido pelo contraste na organização pedológica com os horizontes sobrejacentes e é suficientemente diferenciado em relação à rocha mãe para não poder ser considerado como parte do horizonte R.

### Horizonte R (L)
A camada superficial da rocha inalterada localizada na base do perfil do solo é geralmente deignada como «horizonte R». É qualificado como rocha mãe no caso em que está de facto na origem mineral do solo. Caso contrário, resulta de um abastecimento de materiais por transferência lateral (por exemplo, fluxo de lamas) ou tem origem fluvial ou eólica.
Em alguns sistemas de classificação dos solos este horizonte é designado por «horizonte L» nos casos em que tenha origem na sedimentação límnica. Os horizontes ou camadas L (límnicos) indicam a presença de material mineral ou orgânico que foi depositado no fundo de um corpo de água por precipitação química ou pela ação de organismos aquáticos. Incluem-se neste grupo as terras coprogénicas (turfa sedimentar), terras de diatomáceas e margas. Estes materiais são geralmente um remanescente de corpos de água parada que existiram no passado cujos sedimentos, após a drenagem das águas, passaram a ser o material parental de um solo.